# McDonnell Douglas MD-90

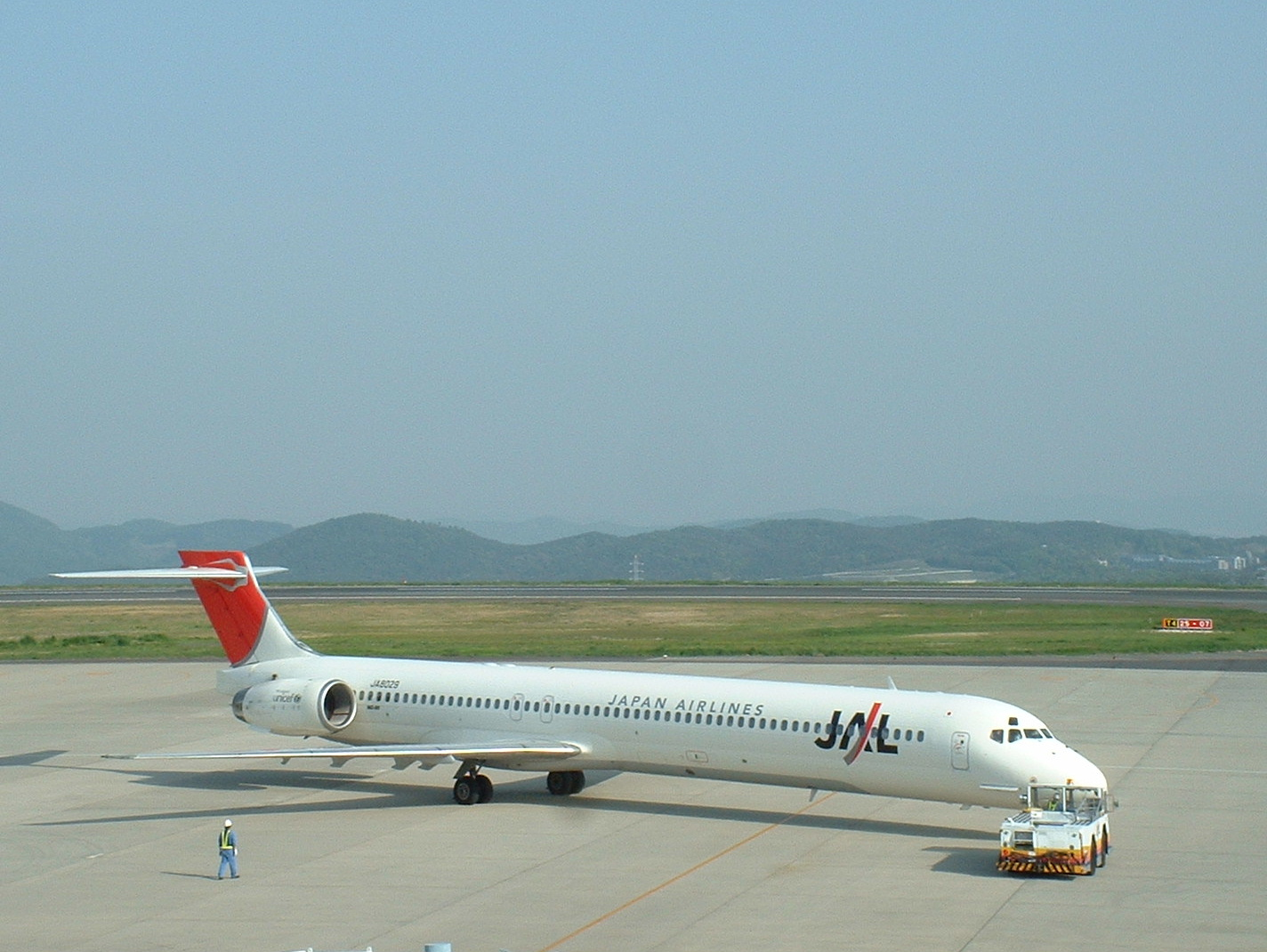
Japan Airlines MD-90

McDonnell Douglas MD-90 är McDonnell Douglas största passagerarflygplan i DC-9/MD-80/MD-90-familjen (senare Boeing 717-serien). MD-90 är en vidareutveckling av MD-80. Flygplanet började utvecklas i november 1988 och lättade från marken första gången den 22 februari 1993. Standardmodellen har plats för 172 passagerare.
Största skillnaden jämfört med föregångaren MD-80 är de två IAE V2500-motorerna på vardera 111 kN som då var de största, tyngsta och bäst presterande motorerna som någonsin monterats längst bak på en flygplanskropp. Motorn ansågs vara bland de allra bästa tack vare dess effekt och goda bränsleekonomi, och används än idag i bland annat Airbus A320. Ytterligare en förbättring jämfört med föregångaren var den förlängda flygplanskroppen, som med sina extra 1,4 meter gav cirka 10 extra platser. Denna förlängning skedde framför vingarna vilket var nödvändigt för att kompensera vikten av de nya motorerna. MD-90 utrustades även med EFIS, som tidigare bara funnits i MD-80-seriens MD-87.
Planet mäter 46,5 meter och har ett vingspann på 33 meter. Planets marschfart är 809 km/h, och med 153 personer ombord är räckvidden 3862 kilometer. Extended Range-modellen kan flyga ytterligare 161 kilometer. Toppmodellen MD-90-55 kan flyga 5005 kilometer utan mellanlandning, med 187 passagerare ombord.
I slutet av 1998 hade 134 plan producerats, och modellserien – som nu genom en fusion ägdes av Boeing – slutade tillverkas.
I december 2004 byggdes en MD-90 om av SAS till att rymma bårar istället för stolar, för att hämta skadade från Thailand under tsunamikatastrofen.

## Varianter av MD-90
MD-90 utvecklades i flera olika modeller.
- MD-90-30 – Standardmodellen.
- MD-90-30T – Likadan som standardmodellen, men med dubbelboggi. Byggdes i Kina under programmet Trunkliner.
- MD-90-30ER – Med plats för extra bränsle som ger ökad räckvidd. (ER står för Extended Range.)
- MD-90-50 – Vidareutveckling av MD-90-30ER med ytterligare lite längre räckvidd, men också högre viktgränser.
- MD-90-55 – Även kallad high capacity variant, med plats för totalt 187 passagerare. Förbättrad motor på 124,5 kN.
- Wikimedia Commons har media som rör McDonnell Douglas MD-90.